# 渡辺勇大
渡辺 勇大（わたなべ ゆうた、1997年6月13日 - ）は、日本の男子プロバドミントン選手。
2022年に BIPROGYバドミントンチームとプロ契約を結びその後、2025年からJ-POWER　電源開発株式会社に所属している。事務所は株式会社ベンヌ。オリンピックの2大会連続銅メダリスト。既婚者。

## 経歴
2005年、東京都小平ジュニアバドミントンクラブに入部。
小学校時代の主な成績は2008、2009年若葉カップ優勝、2009年全小シングルスベスト4。
2012年、富岡第一中学校の1年先輩だった東野有紗と初めてペアを組む。「ワタガシペア」と呼ばれるようになる。
中学校時代は2011、2012年全中団体優勝に貢献したが、第5腰椎分離症等による怪我で主な個人戦績は無い。
2014年、富岡高校1年の時、高校選抜の個人複で初めて日本一となる。
2014年、富岡高校2年の時、全日本ジュニア単複2冠。
2015年、高校選抜、総体で単複2冠。
2016年、日本ユニシス（現BIPROGY）入社。9月からリオ五輪代表の遠藤大由とペアを組む。結成3か月で全日本総合選手権大会準優勝。
2017年、全日本総合選手権大会において遠藤大由とのペアで男子ダブルス優勝、東野有紗とのペアで混合ダブルス優勝の2冠。
2018年、全英オープン混合ダブルス種目において東野とのペアで、日本人として初の優勝。
2019年、アジア選手権男子ダブルス種目において日本人として初の優勝。
2019年、世界選手権混合ダブルス種目において日本人として初のメダル（銅）獲得。
2020年、全英オープン男子ダブルス種目において日本人として初の優勝。
2021年、全英オープン男子ダブルス種目において2連覇、混合ダブルスにおいて2回目の優勝。日本人として初の全英オープン同一大会2種目優勝となった。
同年開催の2020年東京オリンピックにも男子ダブルスと混合ダブルスの2種目に出場。遠藤とのペアで臨んだ男子ダブルスは準々決勝で敗退したが、東野とのペアで臨んだ混合ダブルスでは銅メダルを獲得した。バドミントン競技の男子選手では初のオリンピックメダリストとなった。
同年開催の世界選手権混合ダブルス種目において日本人として初の銀メダルを獲得した。
2022年、BIPROGYを退社。新たにBIPROGYバドミントンチームとプロ契約を結び、引き続き同チームに所属する。
2022年、世界選手権混合ダブルス種目において2年連続の銀メダルを獲得した。
2022年、混合ダブルスにおいて同種目日本人初の世界ランキング1位となる。
2024年パリオリンピックのバドミントン競技混合ダブルスに東野有紗と出場し銅メダルを獲得した。
2024年8月13日、一般女性とパリオリンピック開催前に結婚したことを生出演した『ジャンクSPORTS』（フジテレビ）の番組内で発表した。
同年8月20日開幕のジャパン・オープンを最後に、13年に渡った東野有紗とのペアを解消。
同年9月の第67回全日本社会人バドミントン選手権大会には田口真彩とのペアで出場。
2025年1月29日、自身のInstagramを更新し、2025年の日本代表の内定を辞退したと明らかにした。主な理由は、日本バドミントン協会の財政難やプロとしての活動を維持するため。同協会は2022年発覚の公金横領事件の影響で2025年度の強化費は前年度比で約5億円減となり、2024年9月以降は一部の選手を除いて国際大会の自費派遣が始まっていた。

## 主な成績

### 国内大会
| 年   | 大会                         | 種目 | 成績   | Name                |
| ---- | ---------------------------- | ---- | ------ | ------------------- |
| 2015 | 日本ランキングサーキット大会 | XD   | 優勝   | 渡辺勇大 / 東野有紗 |
| 2015 | 全日本総合選手権大会         | XD   | 3位    | 渡辺勇大 / 東野有紗 |
| 2016 | 日本ランキングサーキット大会 | XD   | 優勝   | 渡辺勇大 / 東野有紗 |
| 2016 | 日本ランキングサーキット大会 | MD   | 優勝   | 渡辺勇大 / 三橋健也 |
| 2016 | 全日本社会人大会             | XD   | 優勝   | 渡辺勇大 / 東野有紗 |
| 2016 | 全日本社会人大会             | MD   | 優勝   | 遠藤大由 / 渡辺勇大 |
| 2016 | 全日本総合選手権大会         | MD   | 準優勝 | 遠藤大由 / 渡辺勇大 |
| 2017 | 全日本総合選手権大会         | XD   | 優勝   | 渡辺勇大 / 東野有紗 |
| 2017 | 全日本総合選手権大会         | MD   | 優勝   | 遠藤大由 / 渡辺勇大 |
| 2018 | 全日本総合選手権大会         | XD   | 優勝   | 渡辺勇大 / 東野有紗 |
| 2018 | 全日本総合選手権大会         | MD   | 準優勝 | 遠藤大由 / 渡辺勇大 |
| 2019 | 全日本総合選手権大会         | XD   | 優勝   | 渡辺勇大 / 東野有紗 |
| 2019 | 全日本総合選手権大会         | MD   | 優勝   | 遠藤大由 / 渡辺勇大 |
| 2020 | 全日本総合選手権大会         | XD   | 優 勝  | 渡辺勇大 / 東野有紗 |
| 2020 | 全日本総合選手権大会         | MD   | 優勝   | 遠藤大由 / 渡辺勇大 |

### 国際大会
| 年   | 大会                                 | 種目 | 対戦相手                                                            | 成績    | Name                |
| ---- | ------------------------------------ | ---- | ------------------------------------------------------------------- | ------- | ------------------- |
| 2016 | 中国マスターズ                       | XD   | 鄭思維 陳清晨                                                       | 3位     | 渡辺勇大 / 東野有紗 |
| 2016 | ベトナムインターナショナルチャレンジ | XD   | ティン・イサリヤネット パチャラプン・チョチュウォン                 | 優勝    | 渡辺勇大 / 東野有紗 |
| 2017 | 全英オープン                         | XD   | チャン・ペンソン ゴー・リューイン                                   | 3位     | 渡辺勇大 / 東野有紗 |
| 2018 | 全英オープン                         | XD   | 鄭思維 黄雅瓊                                                       | 優勝    | 渡辺勇大 / 東野有紗 |
| 2018 | 全英オープン                         | MD   | マシアス・ボー カーステン・モーゲンセン                             | 3位     | 遠藤大由 / 渡辺勇大 |
| 2018 | マレーシアオープン                   | XD   | 王懿律 黄東萍                                                       | 3位     | 渡辺勇大 / 東野有紗 |
| 2018 | マレーシアオープン                   | MD   | 嘉村健士 園田啓悟                                                   | 準優勝  | 遠藤大由 / 渡辺勇大 |
| 2018 | タイオープン                         | MD   | 嘉村健士 園田啓悟                                                   | 準優勝  | 遠藤大由 / 渡辺勇大 |
| 2018 | ダイハツ・ヨネックスジャパンオープン | XD   | 王懿律 黄東萍                                                       | 3位     | 渡辺勇大 / 東野有紗 |
| 2018 | 韓国オープン                         | MD   | 保木卓朗 小林優吾                                                   | 優勝    | 遠藤大由 / 渡辺勇大 |
| 2018 | フランスオープン                     | XD   | 鄭思維 黄雅瓊                                                       | 3位     | 渡辺勇大 / 東野有紗 |
| 2018 | 香港オープン                         | XD   | 王懿律 黄東萍                                                       | 優勝    | 渡辺勇大 / 東野有紗 |
| 2018 | ワールドツアーファイナルズ           | MD   | 李俊慧 劉雨辰                                                       | 準優勝  | 遠藤大由 / 渡辺勇大 |
| 2018 | ワールドツアーファイナルズ           | XD   | 王懿律 黄東萍                                                       | 3位     | 渡辺勇大 / 東野有紗 |
| 2019 | マレーシアマスターズ                 | XD   | デチャポル・プアヴァラヌクロー サプシリー・タエラッタナチャイ       | 優勝    | 渡辺勇大 / 東野有紗 |
| 2019 | ドイツオープン                       | MD   | 嘉村健士 園田啓悟                                                   | 優勝    | 遠藤大由 / 渡辺勇大 |
| 2019 | 全英オープン                         | XD   | 鄭思維 黄雅瓊                                                       | 準優勝  | 渡辺勇大 / 東野有紗 |
| 2019 | アジアバドミントン選手権             | MD   | マルクス・フェルナルディ・ギデオン ケビン・サンジャヤ・スカムルジョ | 優勝    | 遠藤大由 / 渡辺勇大 |
| 2019 | タイオープン                         | XD   | 王懿律 黄東萍                                                       | 準優勝  | 渡辺勇大 / 東野有紗 |
| 2019 | 世界バドミントン選手権               | XD   | 鄭思維 黄雅瓊                                                       | 3位     | 渡辺勇大 / 東野有紗 |
| 2019 | 香港オープン                         | XD   | 何濟霆 杜玥                                                         | 優勝    | 渡辺勇大 / 東野有紗 |
| 2019 | ワールドツアーファイナルズ           | XD   | 鄭思維 黄雅瓊                                                       | 3位     | 渡辺勇大 / 東野有紗 |
| 2019 | ワールドツアーファイナルズ           | MD   | モハマド・アッサン ヘンドラ・セティアワン                           | 準優勝  | 遠藤大由 / 渡辺勇大 |
| 2020 | 全英オープン                         | MD   | マルクス・フェルナルディ・ギデオン ケビン・サンジャヤ・スカムルジョ | 優勝    | 遠藤大由 / 渡辺勇大 |
| 2021 | 全英オープン                         | MD   | 嘉村健士 園田啓悟                                                   | 優勝    | 遠藤大由 / 渡辺勇大 |
| 2021 | 全英オープン                         | XD   | 金子祐樹 松友美佐紀                                                 | 優勝    | 渡辺勇大 / 東野有紗 |
| 2021 | 東京オリンピック                     | XD   | 鄧俊文 謝影雪                                                       | 3位     | 渡辺勇大 / 東野有紗 |
| 2021 | 東京オリンピック                     | MD   | 李洋 王齊麟                                                         | 5位入賞 | 遠藤大由 / 渡辺勇大 |
| 2021 | デンマークオープン                   | XD   | デチャポル・プアヴァラヌクロー サプシリー・タエラッタナチャイ       | 優勝    | 渡辺勇大 / 東野有紗 |
| 2021 | フランスオープン                     | XD   | マシアス・クリスティアンセン アレクサンドラ・ボイエ                 | 優勝    | 渡辺勇大 / 東野有紗 |
| 2021 | インドネシアマスターズ               | XD   | 鄧俊文 謝影雪                                                       | 3位     | 渡辺勇大 / 東野有紗 |
| 2021 | インドネシアオープン                 | XD   | デチャポル・プアヴァラヌクロー サプシリー・タエラッタナチャイ       | 準優勝  | 渡辺勇大 / 東野有紗 |
| 2021 | ワールドツアーファイナルズ           | XD   | デチャポル・プアヴァラヌクロー サプシリー・タエラッタナチャイ       | 準優勝  | 渡辺勇大 / 東野有紗 |
| 2021 | 世界バドミトン選手権                 | XD   | デチャポル・プアヴァラヌクロー サプシリー・タエラッタナチャイ       | 準優勝  | 渡辺勇大 / 東野有紗 |
| 2022 | 全英オープン                         | XD   | 王懿律 黄東萍                                                       | 優勝    | 渡辺勇大 / 東野有紗 |
| 2022 | アジア選手権                         | XD   | 王懿律 黄東萍                                                       | 3位     | 渡辺勇大 / 東野有紗 |
| 2022 | インドネシアオープン                 | XD   | 鄭思維 黄雅瓊                                                       | 準優勝  | 渡辺勇大 / 東野有紗 |
| 2022 | 世界バドミトン選手権                 | XD   | 鄭思維 黄雅瓊                                                       | 準優勝  | 渡辺勇大 / 東野有紗 |
| 2022 | ジャパンオープン                     | XD   | デチャポル・プアヴァラヌクロー サプシリー・タエラッタナチャイ       | 準優勝  | 渡辺勇大 / 東野有紗 |
| 2023 | マレーシアオープン                   | XD   | 鄭思維 黄雅瓊                                                       | 準優勝  | 渡辺勇大 / 東野有紗 |
| 2023 | インド・オープン                     | XD   | 王懿律 黄東萍                                                       | 優勝    | 渡辺勇大 / 東野有紗 |
| 2023 | ダイハツ・ヨネックスジャパンオープン | XD   | デチャポル・プアヴァラヌクロー サプシリー・タエラッタナチャイ       | 優勝    | 渡辺勇大 / 東野有紗 |